# Danila Bonito
Danila Bonito (Roma, 21 ottobre 1954) è una giornalista e conduttrice televisiva italiana.

## Biografia
Diplomatasi con la maturità classica al Liceo Torquato Tasso di Roma, nel 1978 si è laureata a pieni voti a La Sapienza in Roma nella Facoltà di Scienze Politiche con una tesi in storia del giornalismo, dal titolo Storia delle trasmissioni della Rai per l'estero.
Assunta in Rai in seguito ad un Concorso come praticante nella sede regionale dell'Umbria a Perugia nel 1979, è diventata giornalista professionista a partire dal 1982.
Nel 1979 ha insegnato storia del giornalismo all'American College of Rome.
Tra il 1980 ed il 1981 è stata conduttrice del Telegiornale e dei notiziari radiofonici, ed ha svolto lavoro redazionale e servizi sui più svariati argomenti di attualità per la testata locale della Rai di Perugia, con l'ideazione, la realizzazione e la conduzione di programmi radiofonici regionali.
Nel 1982 e 1983, a Roma, ha fatto parte della Redazione Economico-sindacale del TG3 Nazionale, ed ha anche condotto il Telegiornale delle ore 19.
Tra il 1984 e il 1991 è stata inserita nella Redazione Cronaca del TG1.
Dall'84 all'86 ha condotto i Telegiornali-Flash delle ore 12 e delle 18, e dall'86 al '91 ha condotto il Telegiornale delle ore 13.30.
Si è occupata di argomenti di varia attualità, con particolare riferimento alle tematiche medico-sociali. Tra gli argomenti da lei più seguiti figurano l'AIDS e la droga. Ha collaborato alla realizzazione e la conduzione del programma “Droga, che fare?” (Raiuno, 1990).
Dal 4 novembre 1991 al 3 gennaio 1992 ha collaborato alla preparazione e conduzione della parte giornalistica del programma di Brando Giordani, Piacere Raiuno.
Nel 1992 è stata autrice e conduttrice del programma di Franco Iseppi, “Ci vediamo alle 10”: due ore di diretta quotidiana su Rai 1, dal lunedì al venerdì, dedicate a temi di attualità.
Dal 1992 al 1995 ha fatto parte della Redazione Speciali del TG1.
Inoltre ha realizzato servizi speciali (su riforma sanitaria, povertà, Padre Pio, farmaci, Aids...) e servizi giornalistici, per le principali edizioni del TG1, con una particolare attenzione rivolta alle tematiche sociali.
Nel 1993 ha collaborato con la redazione di Rai 1 nella realizzazione del programma di Arrigo Levi “I giorni dell'infanzia” e di quello denominato “Droga che fare”.
Dal 1994 al 1997 è stata autrice e conduttrice per tre edizioni del programma di Rai 1 “Donne al Bivio - Dossier”, nonché autrice del libro omonimo pubblicato nel dicembre 1996 dalla Rai. Nel 1997 è stata autrice e conduttrice del programma di Rai 1 “No comment”; Mentre nella stagione 1997/1998 ha condotto il programma “La Cronaca in diretta”; Dopo un anno di pausa torna a firmare come autrice e conduttrice anche l'edizione 1998-99 di “Donne al bivio - Dossier”.
Nel 2001 ha vinto il Premio Alghero Donna per la sezione giornalismo.
Nel 2002 ha vinto il Premio A.N.M.I.L. (Associazione Nazionale Mutilati ed Invalidi del Lavoro).
Nel 2003 le viene assegnato il ruolo di direttrice responsabile della rivista bimestrale “Protagonista donna”, periodico d'informazione centrato su figure femminili storiche e contemporanee distintesi in ambito economico, culturale, d'arte e volontariato in Italia.
Nel 2011 ha condotto su Rai 1 insieme al collega giornalista Arrigo Levi il programma “I giorni dell'infanzia” ed anche “No comment” con Georgia Luzi ed Arianna Ciampoli.
Fino al mese di marzo del 2013 ha collaborato con la Redazione Speciali della Rai e di TV7.
Danila Bonito svolge anche attività di moderatrice, presentatrice e/o coordinatrice in occasione di seminari, convegni, conferenze e presentazione di libri.
Nel 2014 ha presentato il suo libro Sogni di marzapane. 

## Vita privata
È stata sposata con il collega giornalista Alfredo Meocci.

## Televisione
- 1980-1981: Rai sede regionale di Perugia
- 1982-1983: Redazione Economico-sindacale - TG3
- 1982-1983: Conduzione - TG3
- 1984-1991: Redazione Cronaca - TG1
- 1984-1986:	Telegiornali-Flash - TG1
- 1986-1991: Telegiornale ore 13.30 - TG1
- 1990: Droga, che fare?  - Rai 1
- 1991: Piacere Raiuno - Rai 1
- 1992: Ci vediamo alle 10 - Rai 1
- 1992-1995: Redazione Speciali - TG1
- 1993: I giorni dell'infanzia - Rai 1
- 1993: Droga, che cosa non fare - Rai 1
- 1994-1997: Donne al bivio - Dossier - Rai 1
- 1997: No comment - Rai 1
- 1997-1998: La Cronaca in diretta - Rai 2
- 1998-1999: Donne al bivio - Dossier - Rai 1
- 2011: I giorni dell'infanzia - Rai 1
- 2011: No comment - Rai 1